# Maqam Echahid
Maqam Echahid (in arabo مقام الشهيد‎?) è un monumento commemorativo alla guerra d'indipendenza d'Algeria realizzato nel 1981-1982. Il monumento è stato inaugurato dal presidente algerino Chadli Bendjedid nel febbraio 1986.

## Galleria d'immagini

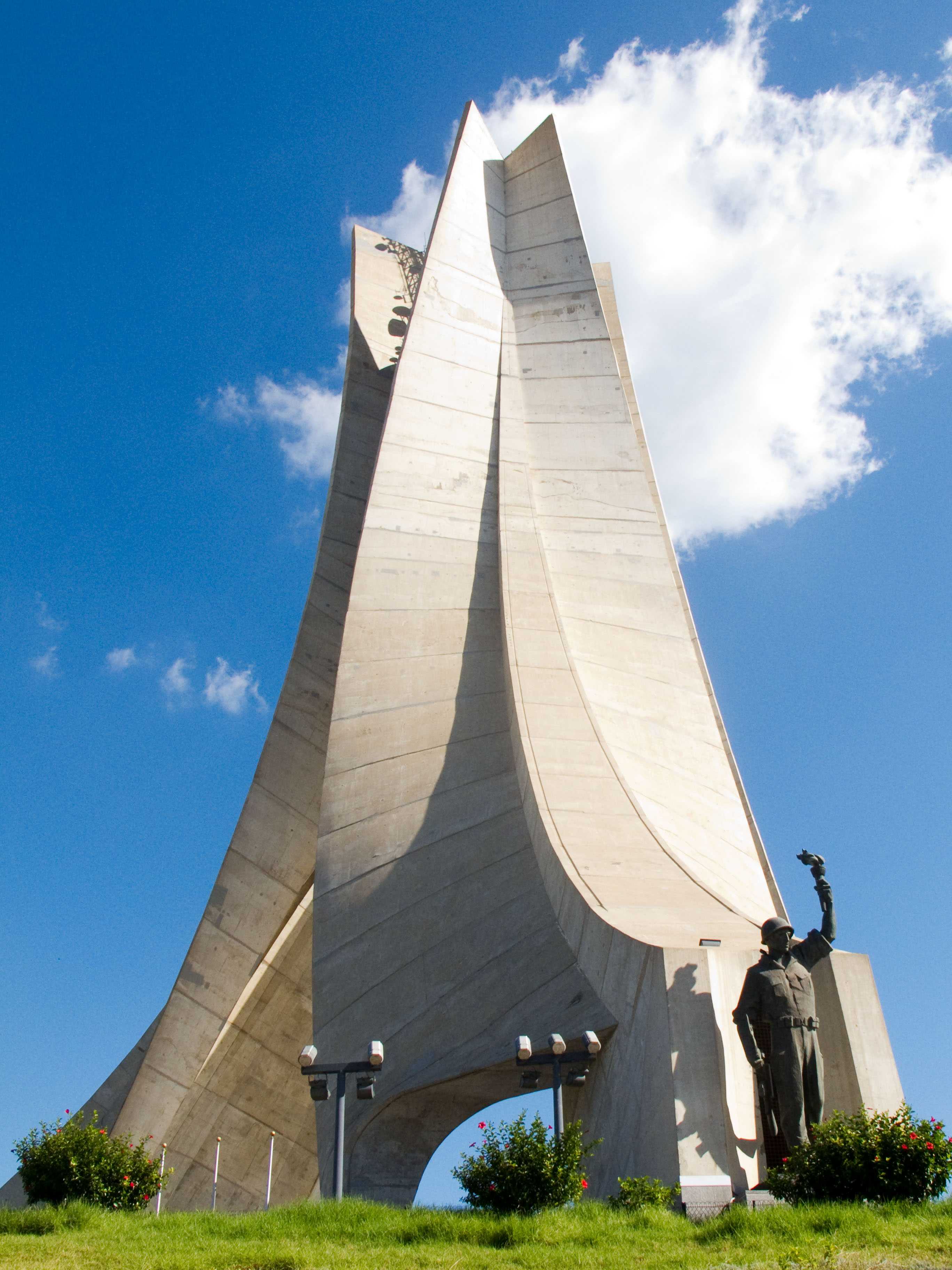
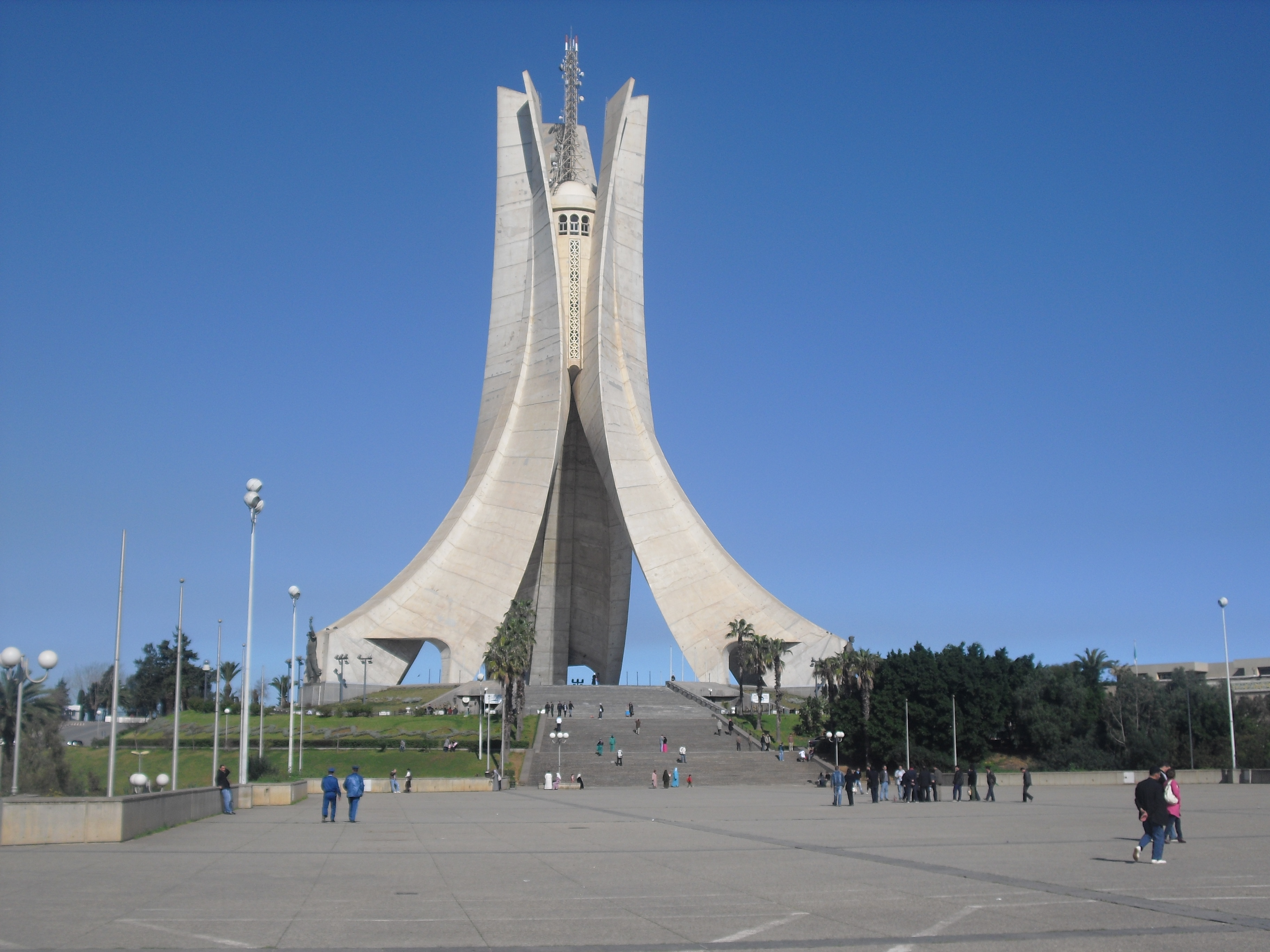
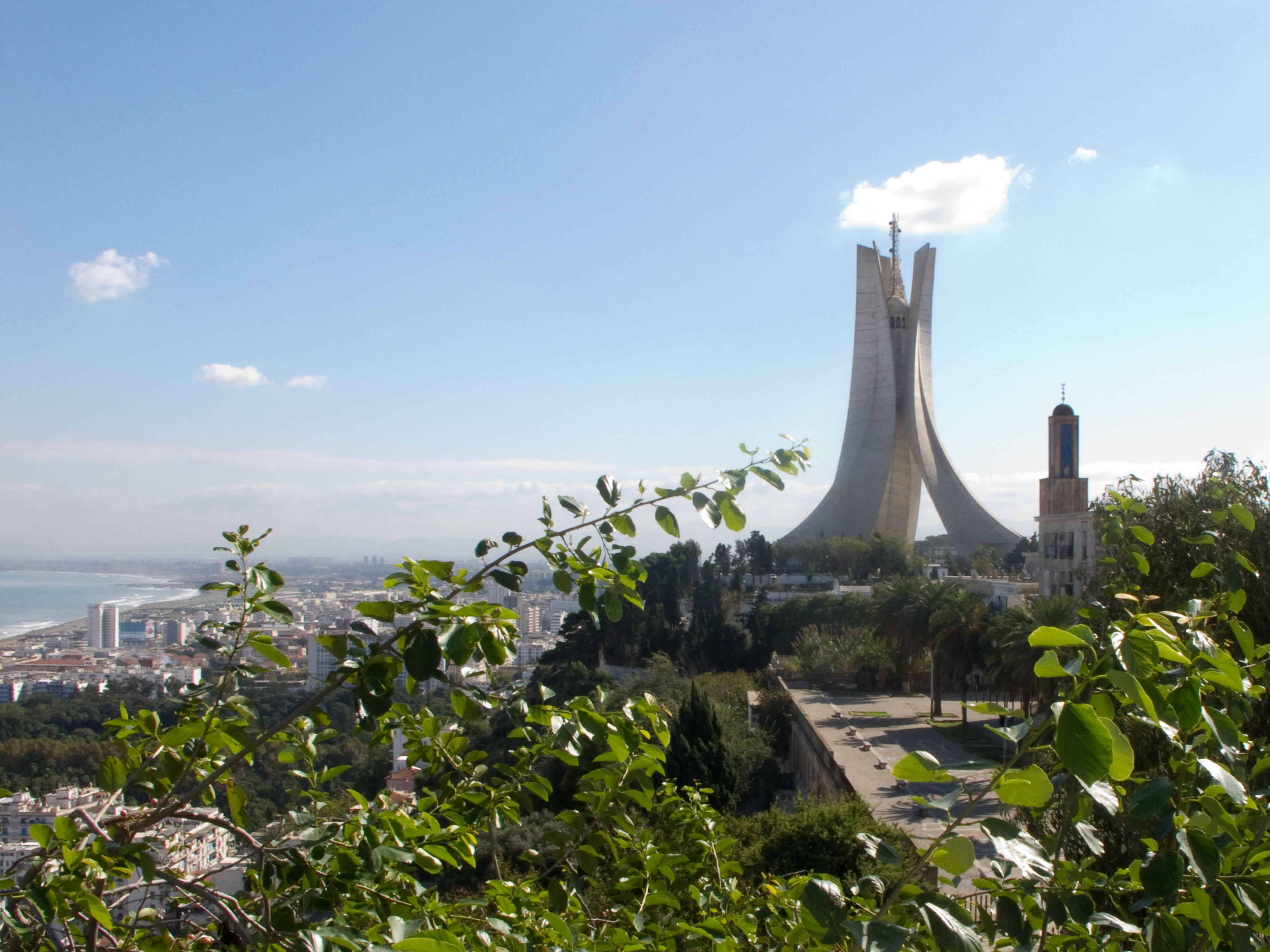
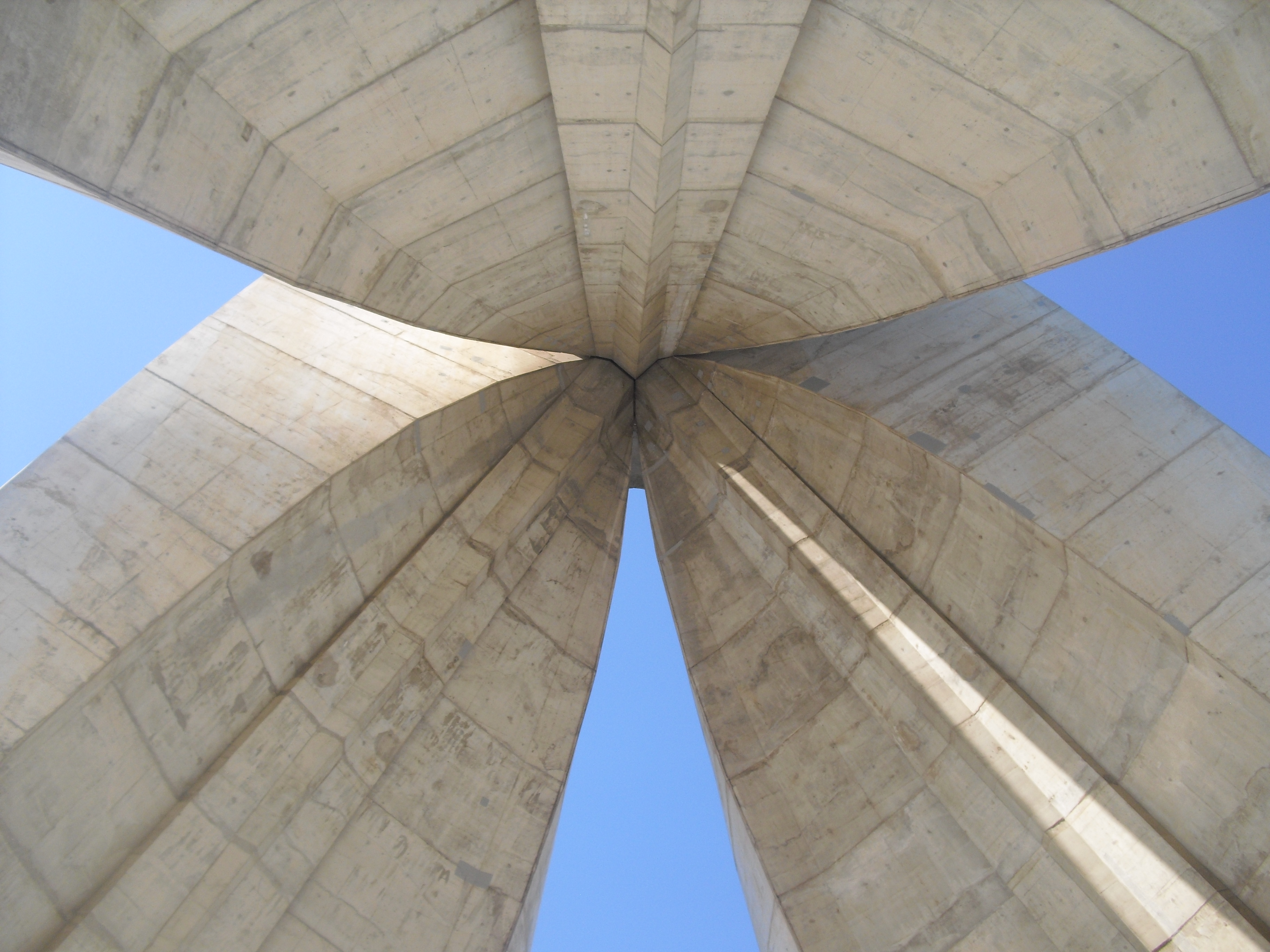
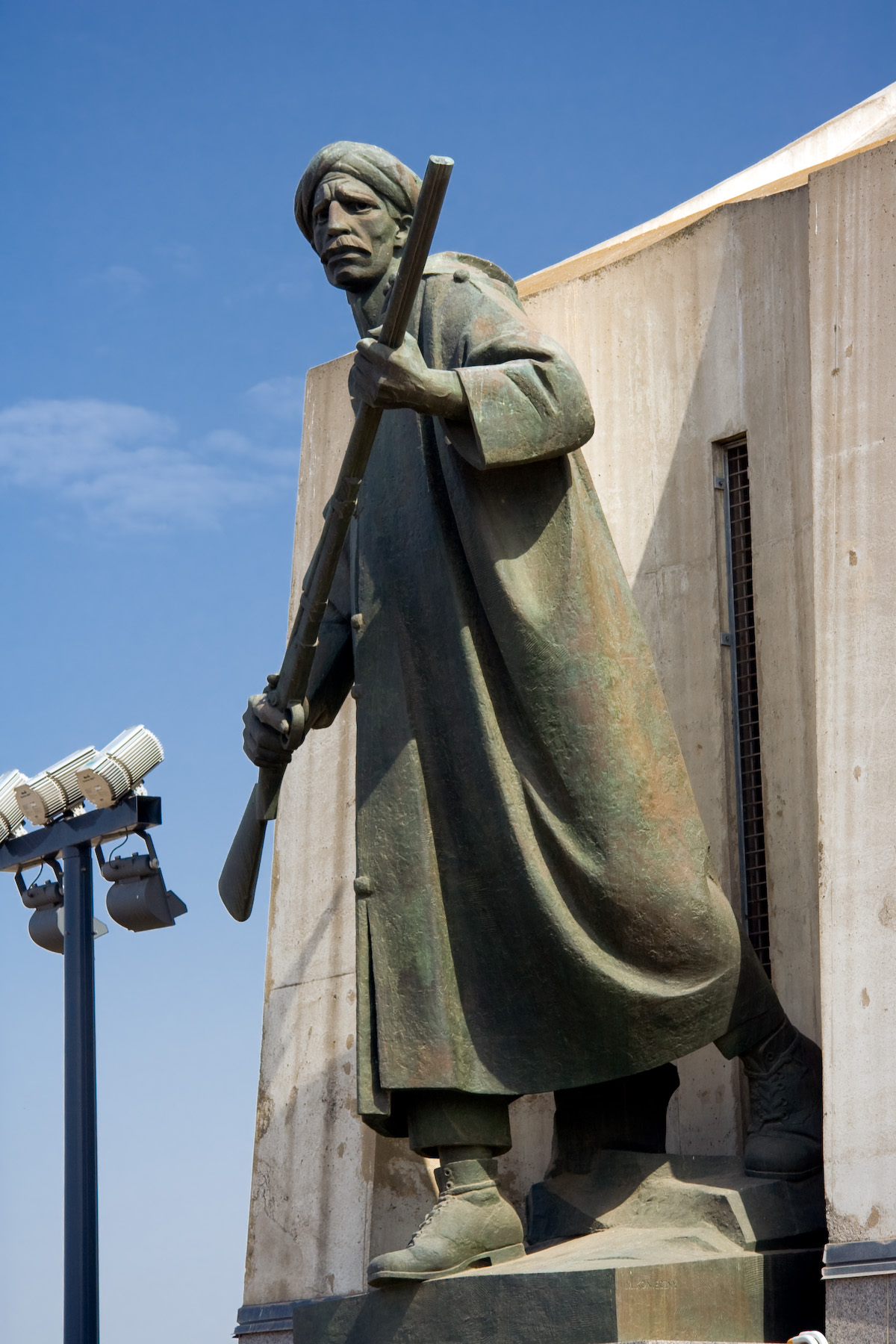
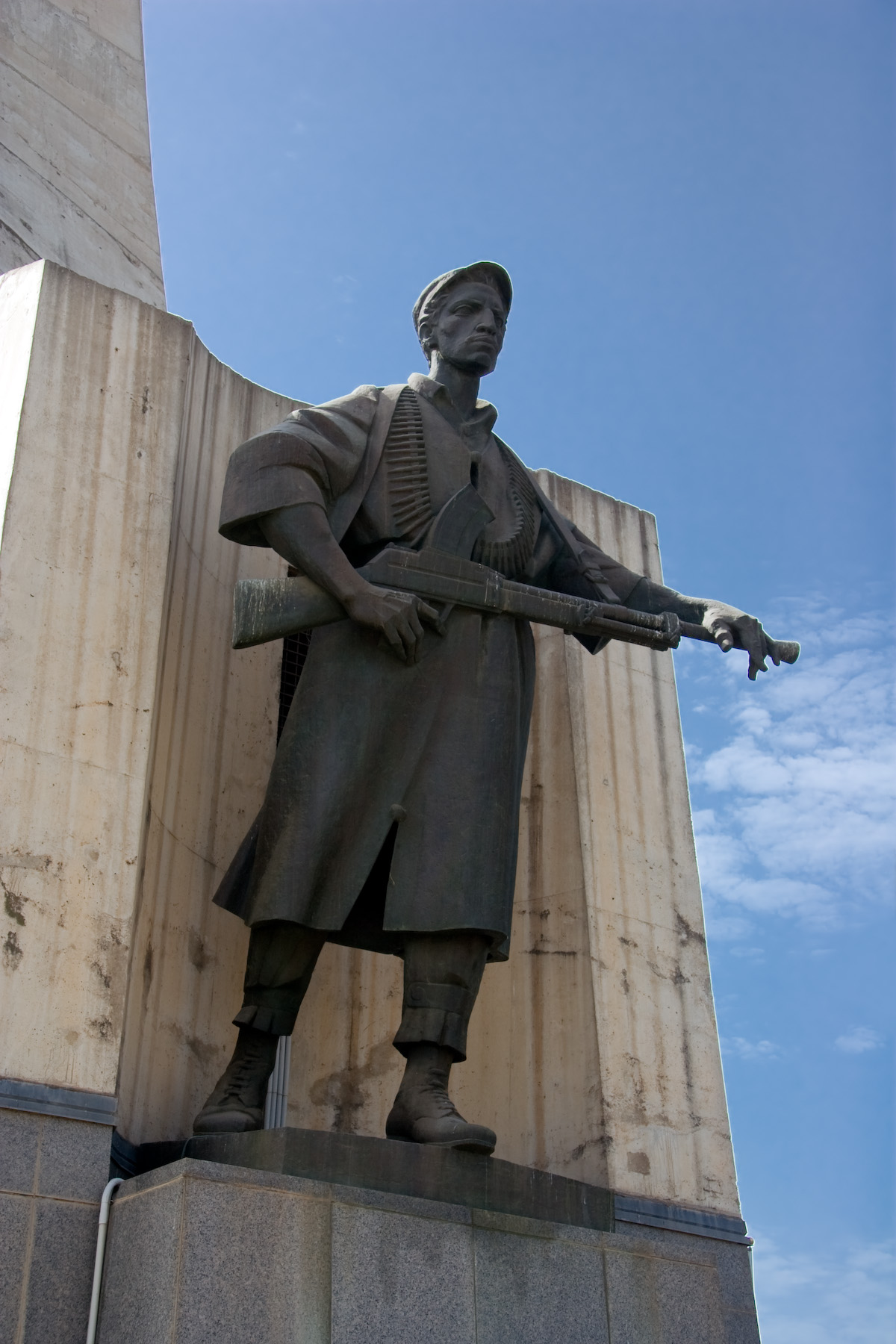
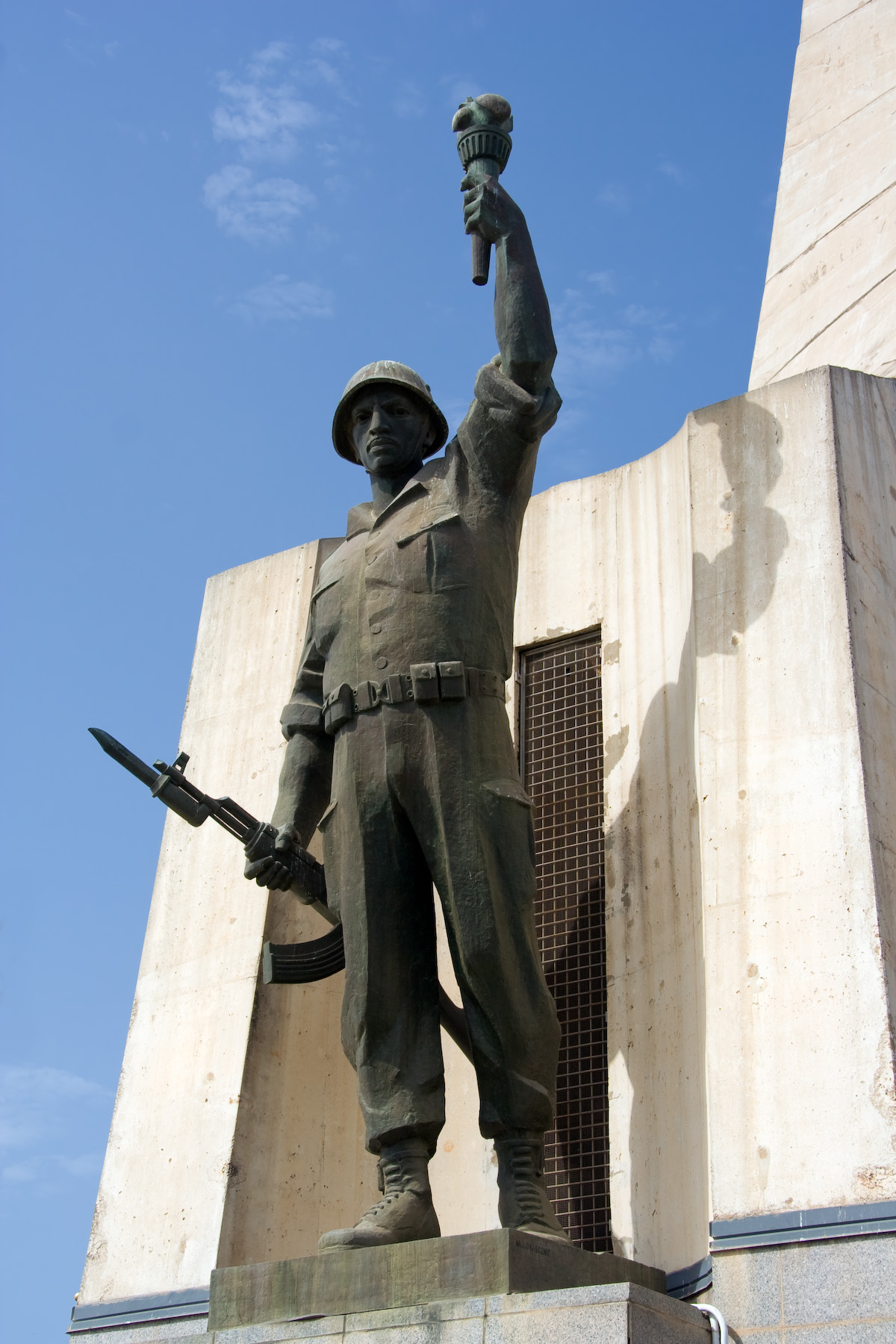